# División de Honor de la Liga Metropolitana 1925
La División de Honor de la Liga Metropolitana de Deportes 1925 fue la 9.º edición de la primera categoría de la Liga Metropolitana de Deportes, competición de fútbol de carácter oficial y amateur de Santiago de Chile, correspondiente a la temporada 1925. Se jugó desde mayo hasta octubre de 1925.
Su organización estuvo a cargo de la Liga Metropolitana de Deportes y contó con la participación de trece equipos. La competición se disputó bajo el sistema de todos contra todos, en una sola rueda.
El campeón fue Colo-Colo, que, en el mismo año de su fundación y tras vencer en la última fecha a Barcelona por 6-0, se adjudicó en forma invicta su primer título de la División de Honor de la Liga Metropolitana de Deportes.
Se jugó de forma paralela a las competiciones de la Copa República y la Copa Chile de la Asociación de Football de Santiago, frente a cuyos campeones, Brigada Central y Unión Deportiva Española, respectivamente, Colo-Colo dirimió oficialmente al mejor club de la capital en la Copa de Campeones de Santiago.

## Reglamento de juego
La competición se jugó bajo el sistema de todos contra todos y en una sola rueda de once fechas, resultando campeón aquel equipo que acumulase más puntos en la tabla de posiciones.

## Equipos
Participaron trece equipos, todos de la ciudad de Santiago.
| Equipo            |
| ----------------- |
| Audax Italiano    |
| Barcelona         |
| Colo-Colo         |
| Eleuterio Ramírez |
| English           |
| Gold Cross        |
| Loma Blanca       |
| Magallanes        |
| Morning Star      |
| Nacional          |
| Primero de Mayo   |
| Santiago National |
| Unión Chilena     |

## Clasificación
| Pos. |  | Equipo            | Pts. | PJ | G  | E | P  |
| ---- |  | ----------------- | ---- | -- | -- | - | -- |
| 1    |  | Colo-Colo         | 21   | 11 | 10 | 1 | 0  |
| 2    |  | Primero de Mayo   | 20   | 11 | 9  | 2 | 0  |
| 3    |  | Audax Italiano    | 19   | 11 | 9  | 1 | 1  |
| 4    |  | Eleuterio Ramírez | 16   | 11 | 8  | 0 | 3  |
| 5    |  | Magallanes        | 10   | 11 | 5  | 0 | 6  |
| 6    |  | Gold Cross        | 9    | 11 | 4  | 1 | 6  |
| 7    |  | Morning Star      | 9    | 11 | 4  | 1 | 6  |
| 8    |  | Barcelona         | 9    | 11 | 4  | 1 | 6  |
| 9    |  | Santiago National | 8    | 11 | 4  | 0 | 7  |
| 10   |  | Nacional          | 5    | 11 | 2  | 1 | 8  |
| 11   |  | Loma Blanca       | 4    | 11 | 2  | 0 | 9  |
| 12   |  | English           | 2    | 11 | 1  | 0 | 10 |
|      |  | Unión Chilena     |      |    |    |   |    |

|                   |
| Campeón Colo-Colo |
| 1.er título       |